# Sebastián Poet
Pas d'image ? Cliquez ici

a Compétitions nationales et continentales officielles uniquement.

b Matchs officiels uniquement.
Dernière mise à jour le 6 février 2025.
Sebastián Poet, né le 20 octobre 1992, est un joueur argentin de rugby à XV évoluant au poste de demi d'ouverture.

## Carrière
Sebastián Poet a été formé à l'Atlético del Rosario en Argentine avec qui il a commencé sa carrière professionnelle avant de rejoindre la France en 2014 et la Pro D2 avec le Tarbes Pyrénées rugby en tant que joker médical de Nicolas Laharrague.
Il s'engage pour une saison avec Soyaux Angoulême XV Charente en juin 2016.
En janvier 2017, il décide de rejoindre Colomiers rugby à partir de la saison 2017-2018 de Pro D2 malgré la volonté du club charentais de le conserver.
En juin 2021, il s'engage pour deux saisons avec l'US bressane en Pro D2.
Sebastián Poet possède trois sélections avec l'équipe d'Argentine en 2013,.

## Palmarès
Néant.